# 宝铎草
宝铎草（學名：Disporum sessile）为秋水仙科万寿竹属多年生草本植物，分布于日本群岛、千岛群岛、库页岛、济州岛和郁陵岛。分布于台湾岛的南投寶鐸花有时与宝铎草归为一种。《中国植物志》中文版误将少花万寿竹鉴定为宝铎草，但中国大陆并不产宝铎草。